# سیامک پورزند
سیامک پورزند (۲۵ شهریور ۱۳۱۰– ۹ اردیبهشت ۱۳۹۰) روزنامه‌نگار و کنشگر فرهنگی ایرانی بود. او سابقه چندین بار بازداشت و شکنجه از سوی حکومت ایران را داشت.
نهایتاً وی که به مدت چندین سال در بازداشت و حبس خانگی در شرایط ایزوله شده و در آنچه خود وی «تنهایی مطلق» توصیف می‌کرد بازداشت بود، در اردیبهشت ۱۳۹۰ با پریدن از پنجره اتاقش به زندگی خود پایان داد. وی در طول دوران بازداشت اجازه دیدار با نزدیکان خود را نداشت.

## زندگی شخصی
پدر سیامک پورزند از نظامیان عالی‌رتبه و از مبارزان فعال انقلاب مشروطه ایران بود. همسر وی، مهرانگیز کار، نویسنده، حقوقدان و از فعالان حقوق بشر و حقوق زنان است.
مادر و خاله سیامک پورزند که مادر احمد شاملو بود، سال‌های نوجوانی خود را در خارج از ایران گذرانده و به تحصیل، مطالعه و آموزش در امور هنری و از جمله هنرهای نمایشی مشغول بودند. آنها پس از بازگشت به وطن، با وجود تمام موانع، آموخته‌های خود را در اختیار عموم به ویژه فرزندان خود قرار دادند که این مسئله در فعالیت‌های سیامک پورزند در نشریه‌های سینمایی نقش زیادی داشت.

## سوابق کاری

### پیش از انقلاب
سیامک پورزند بیش از پنجاه سال در رسانه‌های جمعی به‌ویژه مطبوعات فعالیت کرد. وی کارشناس ارشد امور انتشارات هنری بود و سابقه کار در روابط عمومی وزارت آموزش و پرورش را داشت. وی در سال ۱۳۳۱ کار خود را با روزنامه باختر امروز به مدیریت حسین فاطمی شروع کرد. کار او در این روزنامه به عنوان پژوهشگر و خبرنگار امور شهری، فرهنگی، هنری و پارلمانی تا ۲۸ مرداد ۱۳۳۲ ادامه داشت و از آن تاریخ به علت دگرگون شدن اوضاع مملکت تا اواسط ۱۳۳۳ فراری، مخفی، بازداشت و غیرفعال بود.
پس از عادی شدن اوضاع، در پائیز سال ۱۳۳۳ مجله هفتگی پیک سینما را تأسیس کرد و نویسندگانی چون پرویز ناتل خانلری، سعید نفیسی، اسماعیل مهرتاش، علی اصغر گرمسیری، محمود عنایت، فریدون رهنما، هوشنگ کاووسی، نصرت کریمی و بسیاری دیگر با این مجله همکاری کردند.
مدیریت برگزاری نخستین جشنواره فیلم‌های ایرانی و فیلم‌های برگزیده کشورهای خارجی در اسفند ۱۳۳۳ و اردیبهشت ۱۳۳۴ به‌طور رسمی با سیامک پورزند بود که زیرنظر رئیس دانشگاه تهران و رئیس وقت اداره کل هنرهای زیبای کشور نیز قرار داشت.
پورزند با همفکری و همراهی پسرخاله خود احمد شاملو در طراحی و عملی ساختن انتشار نشریه کتاب هفته کیهان همت گمارد و مدیریت اجرایی و روابط عمومی و هنری آن را به عهده گرفت که این نشریه تا زمان توقیف به مدت چند سال فعال بود. او همچنین با همفکری و همراهی چند تن از روزنامه‌نگاران، نویسندگان، مترجمان و هنرمندان معتبر کشور و همچنین گروهی از فروشندگان مطبوعات برای برنامه‌ریزی و به وجود آوردن سندیکای نویسندگان، خبرنگاران، مترجمان و عکاسان مطبوعات کشور در سال ۱۳۳۹، سندیکای هنرمندان و متخصصان تأتر و سینما در سال ۱۳۴۰، و اتحادیه فروشندگان جراید در همان سال نقش مؤثری ایفا کرد. وی همچنین از اعضای منتخب هیئت مدیره سندیکای نویسندگان بود.
فراهم ساختن امکانات سفر اولین، دومین و سومین گروه از خوانندگان و نوازندگان معروف ایرانی به خارج از ایران در سال‌های ۱۳۴۱ تا ۱۳۴۴ و ترتیب دادن امکانات اولین و دومین سری از فیلم‌های باارزش ایرانی به خارج از کشور به منظور نمایش در مجامع فرهنگی آمریکا و چند کشور اروپایی و آسیایی و همچنین در محافل ویژه‌ای برای ایرانیان دور از وطن از دیگر تلاش‌های فرهنگی پورزند بود. وی همچنین برای گشودن پرونده‌ای به عنوان ایران و ایرانیان در انجمن روزنامه‌نگاران خارجی مقیم آمریکا و هالیوود تلاش‌های بسیاری کرد. بر همین اساس وی موفق شد برای اولین بار وارد پرونده مذکور شود و و در سال ۱۹۶۹ با شماره ۲۱۳۷ به عضویت هیئت بین‌المللی آکادمی علوم و هنرهای تصاویر متحرک (اسکار) درآید.
همکاری مستقیم برای برگزاری جشنواره سینمایی سپاس و جشنواره بین‌المللی فیلم ایران در تهران و قبول عضویت در هیئت‌های اصلی برگزارکننده، تدریس در مدارس عالی و اردوهای فرهنگی در سراسر کشور پیرامون امور مطبوعاتی، روابط عمومی و هنرهای نمایشی، و کوشش و همکاری مؤثر جهت ترتیب یافتن سمینارها و میزگردهای هنرهای نمایشی در مدارس عالی، دانشگاه‌ها، مطبوعات و رادیو و تلویزیون از فعالیت‌های سیامک پورزند به‌شمار می‌رود.

#### سایر فعالیت‌های مطبوعاتی
- همکاری مؤثر و مستقیم در انتشار مجله هفتگی ستاره سینما و سردبیری این مجله در زمان‌های مختلف
- همکاری مستقیم و مؤثر با نشریه هنر و سینما با مدیریت هوشنگ کاووسی
- نویسندگی در زمینه‌های گوناگون و سردبیری مجلات مهر ایران، روشنفکر، سپید و سیاه، اطلاعات ماهانه، رجوانان امروز، بامشاد، خوشه، فردوسی، نگین، امید ایران، رودکی و تأتر و سینما
- بیش از ۱۵ سال عضویت در هیئت تحریریه و شورای دبیران روزنامه کیهان (سردبیر سرویس‌های گزارش، اجتماعی، فرهنگی)[۵]
- مدیریت روابط عمومی مؤسسه کیهان

### پس از انقلاب
پس از انقلاب سیامک پورزند همکاری‌های دیرینه خود با مطبوعات به‌ویژه کیهان را از دست داد و چند سال در وضعیت نامساعد به سر برد تا اینکه در سال‌های بعد در شرایطی مساعد قرار گرفت و در نتیجه توانست با نشریات مختلف (از جمله مجله گزارش سینما) ارتباط برقرار کرده و با آنها همکاری نماید. وی به همین دلیل توانست در جشنواره‌های تأتر و سینمای بعد از انقلاب شرکت کند. او همچنین سردبیر چند مجله معتبر و موفق بود. از جمله این جراید می‌توان به مجله شفا، مجله فضیلت و نشریه پیام آبادگران اشاره کرد.
سیامک پورزند تا پیش از بازداشت، در انجمن مهندسان راه و ساختمان ایران به عنوان سردبیر و در مجموعه فرهنگی هنری تهران به عنوان مدیر اجرایی و مشاور امور فرهنگی و هنری فعالیت داشت.
وی سعی نمود که این مجموعه را فعال کند و موجبات حضور و رفت‌وآمد جوانان را به آن مجموعه فراهم سازد. او برپایه همین هدف از فعالان حقوق زن و حقوق بشر و تشکل‌های مستقل دعوت کرد تا از سالن‌ها و امکانات مجموعه برای تأمین نظرات خود استفاده کنند. ایجاد کتابخانه و یک مرکز گردهمایی فرهنگی به مسئولیت شهلا لاهیجی از جمله این تلاش‌ها بودند.

## بازداشت
سیامک پورزند در سال ۱۳۷۹ پس از ماجرای کنفرانس برلین بازداشت.
نیروی انتظامی در سال ۱۳۸۱ ده‌ها نفر از روشنفکران، روزنامه نگاران، مدیران وبگاه‌های خبری و وبلاگنویسان نظیر آیدین آغداشلو، هوشنگ گلمکانی، نوشابه امیری، هوشنگ اسدی، معصومه سیحون، بهرام بیضایی، یونس شکرخواه، فرهاد بهبهانی، کاوه گلستان، ناصر زرافشان و بهروز غریب‌پور را به اداره اماکن نیروی انتظامی احضار و به بازجویی از ایشان پرداخت. برخی نیز همچون سیامک پورزند ماه‌ها در بازداشت بودند. پلیس بازداشتگاه ویژه‌ای در میدان جوانان تهران در اختیار قاضی مرتضوی قرار داد تا به بازجویی از دستگیرشدگان بپردازد. احمد مسجد جامعی وزیر فرهنگ و کانون نویسندگان به این بازداشت‌ها اعتراض کردند.محمدباقر قالیباف، فرمانده وقت نیروی انتظامی چند هفته بعد از این بازداشت‌ها به رسانه‌ها اعلام کرد که این افراد به ترویج ابتذال فرهنگی مشغول بوده‌اند و یک شبکه گسترده توزیع فیلم‌های مبتذل را تشکیل داده بودند که از آنها بیش از سیزده هزار سی‌دی مبتذل کشف شده است. این متهمان با نشریات سینمایی از جمله گزارش فیلم و سینما جهان ارتباط داشتند و اکثراً بر اساس اعترافات سیامک پورزند احضار و بازداشت شده بودند. سیامک پورزند مسئول مجتمع فرهنگی تهران و همسر مهرانگیز کار بود که با تعدادی از روزنامه‌های دوم خردادی هم ارتباط داشت.
محمدباقر قالیباف در سال ۱۳۸۱ دربارهٔ دستگیری سیامک پورزند گفت: «پورزند یکسری فعالیت‌های ضدفرهنگی داشته که در چارچوب نظام اسلامی نبود و وی به واسطه ارتباطاتی که همسر سابق وی و دخترش با رضا پهلوی دارند، اطلاعات داخل کشور را در اختیار رضا پهلوی قرار می‌داده است به طوری که موضوع با آقای خاتمی به عنوان رئیس شورای امنیت ملی مطرح شد.»
بنا بر گزارش‌ها وی در یکی از بازداشتگاه‌های مخفی مجموعه‌ای از نهادهای امنیتی که در آن سال‌ها با عنوان کلی «دستگاه اطلاعات موازی» علیه جنبش اصلاح‌طلبی، دولت محمد خاتمی و روشنفکران و هنرمندان فعالیت می‌کردند، ماه‌ها در سلول انفرادی، شکنجه‌های جسمی و روحی را تحمل کرد.
سیامک پورزند پس از نزدیک به یک سال که به کلی از حق داشتن وکیل و دیدار با خانواده و همچنین همسرش مهرانگیز کار محروم بود در نهایت وادار به اعتراف اجباری شد.
وی پس از آن در دادگاهی غیرعلنی محاکمه و به یازده سال زندان محکوم شد. اما مدتی بعد به علت وخامت حال او که در ۷۱ سالگی همچنان در بازداشت بود به بیمارستان منتقل و تحت تدابیر امنیتی به خانه‌اش منتقل شدو ممنوع‌الخروج بود.
در اسفند ۱۳۸۲ و در جریان بازداشت شماری از نویسندگان و منتقدان سینمایی سیامک پورزند بار دیگر بازداشت و به زندان اوین منتقل شد.

## شکنجه
او در زندان به شدت بیمار شده بود و پس از نامه‌نگاری خانواده و درخواست دولت‌های اروپایی به وی مرخصی دادند. اما پس از چهار ماه، قاضی ظفرقندی او را به زندان اوین منتقل کرد. او در ۱۳۸۳ به حمله قلبی دچار شد و به بخش مراقبت‌های ویژه بیمارستان مدرس تهران رفت.
بعد از درمان، او با کفالت نامه و اجبار به ارسال گزارش هفتگی به مسئولان زندان، به حبس خانگی فرستاده شد. پس از بازگشت اطرافیان وی متوجه شکستگی دنده‌هایش شدند. او از رفتن به حمام ترس داشت و گفت ساعت‌ها زیر آب داغ نگه داشته می‌شد. او تا آخر عمر نتوانست با همسر و دخترش دیدار کند و تنها دختر او توانست در سال ۲۰۰۵ و تا ۱۰ روز با پدرش دیدار کند. دخترش در این مدت تهدید و بازجویی شد.

## مرگ
او در ۹ اردیبهشت ۱۳۹۰ در تهران درگذشت. لی‌لی پورزند، دختر سیامک پورزند، در گفتگو با رادیو فردا اعلام کرد، پدرش روز جمعه در اعتراض به وضعیت خود، به زندگی‌اش پایان داده است. مرگ او انعکاس زیادی در ایران و جهان داشت.
مهرانگیز کار همسر سیامک پورزند گفت:
صبح روز ۹ اردیبهشت، مردی در آستانه ۸۰ سالگی، خود را از ششمین طبقه ساختمانی که همه می‌پنداشتند خانه‌اش است، اما زندانش بود، به سقف خیابان سپرد. به جان آمده بود از ستم ستمگران و نمی‌توانست مختصر راه باقی‌مانده تا مرگ طبیعی را در آن زندان انتظار بکشد. نامش سیامک پورزند بود و زندگی پر نشیب و فرازی را پشت سر داشت. جرمش این بود که «اسرار هویدا می‌کرد». بلند بلند فکر می‌کرد و بسیار کسان، حق او می‌دانستند که در چنگال مجانین تازه به دوران رسیده مچاله بشود.

### شکایت از جمهوری اسلامی ایران و  خامنه‌ای
مهرانگیز کار همسر سیامک پورزند و دخترانش آزاده پورزند و بنفشه زند در سال ۲۰۱۹ در دادگاه فدرال حوزه واشینگتن، دی.سی. از جمهوری اسلامی ایران و سید علی خامنه‌ای رهبر جمهوری اسلامی ایران شکایت کردند. در این شکایت مطرح شده است که سیامک پورزند تحت شکنجه فیزیکی و روحی شدید مجبور به اعترافات اجباری شده، و شکنجه او تا مرگ ایشان ادامه داشته است. او از زمان دستگیری تا مرگ به‌عنوان یک گروگان برای تحت فشار گذاشتن مخالفان و دگراندیشان و در خارج نگه داشتن مهرانگیز کار از ایران استفاده شده است. خواهان پرونده ادعا کرده‌اند که سیامک پورزند به‌طور مستقیم یا غیرمستقیم و به‌صورت فراقضایی توسط مأموران جمهوری اسلامی ایران به قتل رسیده است.
در ۸ مهر ۱۴۰۱ دادگاه فدرال طی حکمی جمهوری اسلامی را محکوم به شکنجه کردن و گروگان‌گیری سیامک پورزند کرد. طی این حکم رفتار جمهوری اسلامی ایران و مأموران امنیتی ایران در زمان دستگیری و بازجویی و اعتراف اجباری را نمونه بارز شکنجه خواند و این رفتار غیرانسانی را محکوم کرد. همچنین این حکم تأیید کرد که سیامک پورزند یک گروگان سیاسی بوده که دستگیری و شکنجه ایشان برای محدود کردن کنشگری‌های مهرانگیز کار و دیگر فعالان سیاسی بوده است. طی این حکم ایران محکوم به پرداخت مجموع ۳۴٬۸۰۶٬۱۲۶ دلار غرامت جبرانی و غرامت تنبیهی به شاکیان این پرونده می‌باشد. علی هریسچی در مریلند آمریکا وکیل این پرونده بود.